# لستر هادسن
لستر هادسن (انگلیسی: Lester Hudson؛ زادهٔ ۷ اوت ۱۹۸۴) بازیکن بسکتبال اهل ایالات متحده آمریکا است.
از باشگاه‌هایی که در آن بازی کرده‌است می‌توان به آستین توروس، لس آنجلس کلیپرز، واشینگتن ویزاردز، مین رد کلاوز، بوستون سلتیکس، ممفیس گریزلیز، چینگدائو دابل استار، و کلیولند کاوالیرز اشاره کرد.